# Zonza
Zonza är en kommun i departementet Corse-du-Sud på ön Korsika i Frankrike. Kommunen ligger  i kantonen Levie som tillhör arrondissementet Sartène. År 2022 hade Zonza 2 869 invånare.

## Befolkningsutveckling
Antalet invånare i kommunen Zonza
Referens:INSEE